# Albin (Wyoming)
Albin es un pueblo situado en el Laramie en el estado estadounidense de Wyoming. La población era 297 habitantes en el censo de 2000.

## Geografía
Albin se encuentra en las coordenadas 41°25′1″N 104°6′1″O / 41.41694, -104.10028. A unos 55 km de Cheyenne. Según el United States Census Bureau, la ciudad tiene un área total de 0,4 km ², todos terrestres.

## Demografía
Según el censo del 2000, había 120 personas, 54 casas y 32 familias que residían en la ciudad. La densidad de población era de 330.9/km ². La composición racial de la ciudad era:
- 95,83% Blancos
- 9,17% Hispanos o latinos
- 2,50% De otras razas
- 0,83% Nativos americanos
- 0,83% Asiáticos

Había 54 casas, de las cuales un 24.1% tenían niños menores de 18 años que vivían con ellos, el 51,9% eran parejas casadas que vivían juntas, un 3.7% tenían un cabeza de familia femenino sin presencia del marido y un 38.9% eran no-familias. El 22.2% tenían a alguna persona anciana de 65 años de edad o más. 
En la ciudad la separación poblacional era con un 22.5% menores de 18 años, el 7,5% de 18 a 24, el 20.0% de 25 a 44, un 27.5% de 45 a 64, y el 22,5% tenía 65 años de edad o más. La edad media fue de 46 años. Por cada 100 hembras había 87.5 varones. Por cada 100 mujeres mayores de 18 años, había 89,8 hombres. 
La renta media para una casa en la ciudad era de $ 25.625, y la renta mediana para una familia de $ 38.750. Los varones tenían una renta mediana de $ 26.000 contra los $ 18.750 para las mujeres. El ingreso per cápita de la ciudad era de 13.174 dólares. El 12,5% de la población vivía por debajo del umbral de pobreza.

## Educación
La educación pública en la ciudad de Albin está proporcionada por la Escuela del Distrito del Condado de Laramie # 2. Uno de los campus del distrito, el Albin Elementary School, se encuentra en el pueblo y sirve a los estudiantes desde la Guardería hasta sexto grado.